# Karl Elmendorff
Karl Eduard Maria Elmendorff (Düsseldorf, 25 de outubro de 1891 – 21 de outubro de 1962) foi um maestro alemão.
Nasceu em Düsseldorf. Estudou música no Cologne College of Music e Hochschule für Musik Köln de 1913 até 1916 sob Fritz Steinbach e Hermann Abendroth. No começo de sua carreira, ele conduziu em muitras cidades, incluindo:
- 1916 até 1920 em Düsseldorf
- 1920 até 923 em Mainz
- 1923 até 1924 em Hagen
- 1925 na Ópera Estatal de Munique
- 1927 até 1942 no Festival de Bayreuth